# Autoemail
Autoemail je slovo patřící mezi počeštěné novotvary, které se používají v online marketingu. Výraz se týká direct marketingu, konkrétně rozesílání newsletterů. Vznikl ze složení dvou anglických slov – Auto (automatický) a email (elektronický dopis).

## Odlišnosti od klasického newsletteru
Tradiční newsletter je e-mail – obchodní sdělení, jež majitelé webových stránek posílají uživatelům, kteří souhlasili s jejich zasíláním, například při registraci. Každý takový newsletter je vždy potřeba vytvořit, naplnit obsahem, stanovit datum odeslání a určit okruh příjemců. Oproti tomu autoemail se nastaví pouze jednou, na začátku, při jeho vytváření v systému na rozesílání e-mailů a následně se skrze programátorem vytvořené API tyto automatizované emaily posílají samy, dle předem stanovených scénářů. Autoemaily jsou tedy pokročilejší formou klasických newsletterů, kterými lze oslovovat uživatele. 

## Podmínky zasílání
Stejně jako v případě newsletterů je možné autoemaily posílat pouze těm uživatelům, kteří souhlasili se zasíláním reklamních sdělení. Výjimku tvoří autoemail, který se doručuje zákazníkům dokončení objednávky. Této situace se často využívá a zasílá se autemail s reklamním sdělením.

## Technické předpoklady
Aby bylo možné autoemaily posílat, je nutné mít přístup do administrace e-shopu nebo webu (i do kódu) a zároveň do některého z e-mailingových nástrojů, které zasílání autemailu podporují. Další podmínkou je vytvoření API programátorem, pomocí kterého se dané webové stránky propojí s mailingovým nástrojem. Díky API web posílá potřebné informace o zákaznících do systému na rozesílání newsletterů, ve kterém se pak emaily reagující na požadovanou událost vytvářejí.

## Nejčastější varianty autoemailů
Automatizováné newslettery – autoemaily mají mnoho podob a jejich konkrétní využití závisí především na vašich požadavcích a technických limitech jednotlivých mailingových nástrojů, webů a šikovnosti programátora.
Běžně se posílají autoemaily reagující:
- Na narozeniny uživatele (musí se na straně e-shopu či webu sbírat tato informace – např. při registraci)
- Na registraci (uvítací e-mail – např. sleva na první nákup)
- Na dokončení objednávky (např. děkovný e-mail s prosbou o hodnocení webu ve zbožových srovnávačích či dotazníkem spokojenosti)
- Na nákup konkrétního zboží (posílání specifických nabídek dle nákupních preferencí jednotlivce)
- Na opuštěný košík (tomu, kdo nedokončil nákup, dojde s odstupem několika dní/hodin e-mail se zbožím, které v košíku zapomněl)